# سیتی‌جت

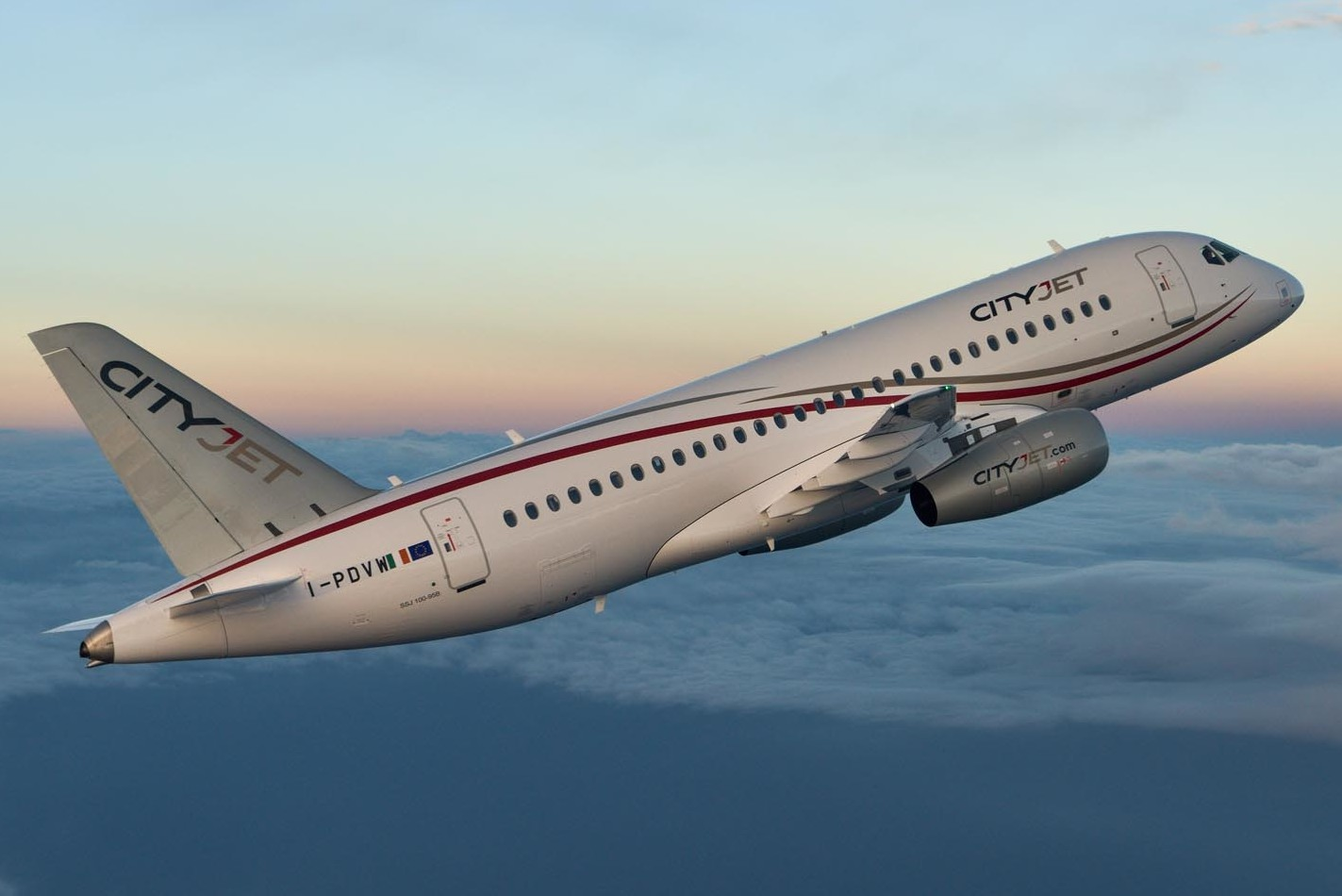
تصویر سیتی‌جت

سیتی‌جت (به انگلیسی: CityJet) یک شرکت هواپیمایی با کد یاتا WX است که در ۱۹۹۲ میلادی تأسیس شده و در ۱۹۹۴ فعالیتش را آغاز کرده‌است.